# Chaerephon major
Chaerephon major (Trouessart, 1897) è un pipistrello della famiglia dei Molossidi diffuso nell'Africa subsahariana.

## Descrizione

### Dimensioni
Pipistrello di medie dimensioni, con la lunghezza totale tra 85 e 113 mm, la lunghezza dell'avambraccio tra 39 e 46 mm, la lunghezza della coda tra 27 e 42 mm, la lunghezza del piede tra 7 e 11 mm, la lunghezza delle orecchie tra 12 e 21 mm e un peso fino a 28 g.

### Aspetto
La pelliccia è corta. Le parti dorsali sono bruno-grigiastre scure, bruno-giallastre o bruno-rossastre talvolta chiazzate di bianco, mentre le parti ventrali sono bianche. Il muso non è estremamente appiattito, il labbro superiore è provvisto di 6-7 pieghe cutanee ben sviluppate e diverse setole spatolate. Le orecchie sono marroni scure o nerastre, unite frontalmente da una membrana a forma di V, alla base della quale nei maschi è presente una tasca da dove fuoriesce una cresta di corti peli bruno-rossastri. Il trago è piccolo, squadrato e completamente nascosto dall'antitrago il quale è grande, elevato, rettangolare e con gli angoli arrotondati. Le membrane alari sono semi-trasparenti, marroni scure o nerastre. Il primo individuo conosciuto aveva le ali bianche. I piedi sono carnosi, con delle file di setole lungo i bordi esterni delle dita. La coda è lunga, tozza e si estende per più della metà oltre l'uropatagio. Il calcar è corto.

## Biologia

### Comportamento
Si rifugia in gruppi con più di 100 individui in nicchie all'interno di anfratti rocciosi collinari, cavità formate da ammassi rocciosi, cavità degli alberi, case e buchi in muri di edifici. L'attività predatoria inizia molto prima del calare del buio.

### Alimentazione
Si nutre di insetti catturati in volo.

## Distribuzione e habitat
Questa specie è diffusa nell'Africa occidentale dal Senegal, Mali meridionale, Guinea orientale, Liberia, Costa d'Avorio, Ghana, Togo, Benin, Burkina Faso fino al Niger e alla Nigeria occidentali e nell'Africa orientale dal bacino sudanese del Nilo e dalla Repubblica Democratica del Congo settentrionale fino all'Uganda meridionale, Kenya sud-occidentale e sud-orientale e la Tanzania nord-orientale.
Vive nelle savane, boschi indifferenziati ed ambienti ripariali lungo le sponde del Nilo.

## Conservazione
La IUCN Red List, considerato il vasto areale e la popolazione presumibilmente numerosa, classifica C.major come specie a rischio minimo (Least Concern)).